# 张延
张延（1970年3月4日—），女，陕西西安人，中国电视剧演员及主持人。曾是第二批華南理工派往香港無線電視實習學生。其配偶为香港艺员张锦程。

## 早期生活
张延1970年出生在西安，其父母为西安仪表厂工人，家中还有一个姐姐和一个哥哥。小时候性格内向，从小因为长得高而学习跳舞，小学及中学都在西安仪表厂职工子弟学校求学，中考时考入陕西艺术团，直到1987年9月进入广东舞蹈学校现代舞大专班学习现代舞，成为当年这一现代舞学习班首批学员，而张延也成了中国大陆第一代受过四年正规舞蹈学校的现代舞表演者。当时班上的同学之后大都成为当今中国现代舞表演界的重要人物，包括了金星、乔杨、马守则、沈偉等。
1990年张延参加了第二届广州“美在花城”选美大赛获得冠军。1991年6月张延从广东舞蹈学校毕业之后加入广东实验现代舞团。1992年张延考入TVB在内地華南理工开设的第二期艺员训练班，同期学员有蒋文端、黃小燕、蔡雲霞等。

## 演艺生涯

### 香港發展
1993年张延从艺员训练班毕业之后加入TVB，参与多部电视剧的演出及电视节目的表演。

#### 參演電視劇
TVB
| 首播时间       | 电视剧               | 饰演角色    | 备注                        |
| 1993年7月19日  | 賭霸天下             | 姊妹        | 實習演出                    |
| 1993年9月7日   | 不可思议星期二       | Laura       | 单元‘追追追’/女主角         |
| 1993年10月11日 | 馬場大亨             | 邦秘書      | 實習演出                    |
| 1993年11月25日 | 鎮金女人周記         | 二奶        | 單元‘一國兩妻’/女配角       |
| 1993年12月7日  | 情場妙女郎           | 二索        | 吴君如主持之处境剧/主要配角 |
| 1994年1月17日  | CATWALK俏佳人        | 同性恋      | 實習演出                    |
| 1994年3月20日  | 千影神偷）電視電影） | /           | 實習演出                    |
| 1994年4月11日  | 清宮氣數錄           | 青樓美女    | 實習演出                    |
| 1994年4月20日  | 黃浦傾情             | 歌女        | 實習演出                    |
| 1994年5月9日   | 新重案傳真           | 阿珠        | 單元角色                    |
| 1994年6月6日   | 生死訟               | 叶萤影      | 第二女主角                  |
| 1994年7月5日   | 成日受傷的男人       | 芳          | 實習演出                    |
| 1994年9月13日  | 獨臂刀客             | 歌妓        | 實習演出                    |
| 1994年10月10日 | 壹号皇庭III          | 林淑娴(Eva) | 女配角                      |
| 1994年10月10日 | 餐餐有宋家           | 陳寶珠      | 客串（第113集）             |
| 1994年10月23日 | 方世玉與乾隆皇       | 妃嬪        | 實習演出                    |
| 1994年11月21日 | 笑看风云             | 张小莲      | 第四女主角                  |
| 1995年1月9日   | 白发魔女传           | 孟秋霞      | 女配角                      |
| 1995年3月13日  | 刑事偵緝檔案         | 藍恩美(May) | 單元女主角                  |
| 1995年5月1日   | 包青天之親子情仇     | 赵怀玉      | 單元女主角                  |
| 1995年7月31日  | 神雕侠侣             | 何沅君      | 特別客串                    |
| 1995年11月10日 | 倾城岁月（電視電影） | 方小艾      | 第二女主角                  |
| 1995年11月17日 | 愛到盡頭（電視電影） | /           | 實習演出                    |

中國星
| 首播时间  | 电视剧     | 饰演角色 | 备注                         |
| 1997年    | 千秋家國夢 | 梁素素   | 女配角，曾於亞洲電視播出     |
| 1998年8月 | 新少林五祖 | 方詠春   | 第一女主角，曾於無線電視播出 |
| 1998年    | 福將軍     | 苗瑛     | 第二女主角，曾於亞洲電視播出 |

#### 綜藝節目（無線電視）
| 年份   | 節目                           | 備註                                    |
| 1993年 | 歡樂今宵                       | 歡樂小姐/演出（趣劇《祥家有喜》飾延姐） |
| 1993年 | 娛樂新聞                       | 國語主持（TVBS播出）                    |
| 1993年 | 萬千星輝賀台慶                 | 演出                                    |
| 1993年 | 大緊張                         | 演出                                    |
| 1994年 | 週末任你點                     | 嘉賓                                    |
| 1994年 | K-100                          | 嘉賓                                    |
| 1994年 | 1994香港小姐競選準決賽         | 演出嘉賓                                |
| 1995   | 為食到飛起                     | 演出（飲食情侶）                        |
| 1995   | 花弗新世界之最佳螢幕情侶對對碰 | 演出                                    |
| 1995   | 人生交叉點                     | 短劇《法網》飾May                       |
| 1995   | 1995香港小姐競選準決賽         | 列席嘉賓                                |
| 1995   | 絲路狀元爭霸戰                 | 嘉賓主持                                |
| 1995   | 為食到廣東                     | 第1-7集主持                             |
| 1996   | 繞著神州走                     | 主持                                    |

#### MV演出（無線電視）
| 年份 | 歌手   | 曲目                           |
| 1993 | 刘德华 | 答案就是你                     |
| 1993 | 譚詠麟 | 愛多一次痛多一次（與宣萱合演） |
| 1993 | 黄凯芹 | 平常心                         |
| 1993 | 蔣志光 | 沈默的想你                     |
| 1993 | 李克勤 | 一生不愛別人                   |
| 1994 | 张智霖 | 仍然是你                       |
| 1994 | 彭羚   | 让我跟你走                     |
| 1994 | 许志安 | 向全世界说爱你                 |
| 1994 | 何家劲 | 新鸳鸯蝴蝶梦（粤）             |
| 1994 | 古巨基 | 你是陽光空氣                   |
| 1995 | 草蜢   | 情歌                           |

### 在大陆发展
1995年张延结束与TVB的合约之后返回中国大陆发展，拍摄多部电视剧及主持节目，成为一位有名的女艺人。

#### 參演作品
| 时间           | 电视剧或电影             | 饰演角色      | 备注                                       |
| 1995年         | 离婚指南                 |               |                                            |
| 1996年         | 离婚了，就别来找我       | 师红          | 张延凭此片获得1997年金鸡奖最佳女配角的提名 |
| 1998年         | 百年沉浮                 | 秦安妮        |                                            |
| 1998年         | 真情难舍                 |               |                                            |
| 1999年4月8日   | 婚前别恋                 |               |                                            |
| 2000年3月20日  | 跪下                     | 朱楠          |                                            |
| 2000年9月1日   | 风云岁月                 | 方美琳        |                                            |
| 2001年5月      | 都是天使惹的祸           | 蔡美云        |                                            |
| 2001年         | 可怜天下男人心           | 蓓            |                                            |
| 2001年         | 相见恨早                 | 陆小婷        |                                            |
| 2001年         | 二分之一谋杀案           | 邓冰          |                                            |
| 2001年         | 如影随形                 | 米朵          |                                            |
| 2002年2月      | 飞刀问情                 | 林诗音        |                                            |
| 2002年8月      | 导弹旅长                 | 冯媛媛        |                                            |
| 2002年9月11日  | 粉红女郎                 | 何茹男        | 此剧极大提升了张延在大陆的知名度           |
| 2002年11月12日 | 女人汤                   | 玉天琇        |                                            |
| 2002年         | 真爱无敌                 |               |                                            |
| 2002年         | 天使情缘                 |               |                                            |
| 2003年3月6日   | 蛇年警官                 | 安蓉          |                                            |
| 2003年5月27日  | 玉观音                   | 赵姐          | 客串                                       |
| 2003年7月20日  | 新四军                   |               |                                            |
| 2003年10月     | 护国良相狄仁杰之古墓惊雷 | 慕容雨        |                                            |
| 2004年1月27日  | 浪漫的事                 | 宋风          |                                            |
| 2004年2月      | 天罗地网                 | 李怡红/李怡薇 | 电影《豪情》的内地版                       |
| 2004年4月1日   | 青鸟的天空               | 徐慧          |                                            |
| 2004年7月13日  | 夏日里的春天             | 沈明          |                                            |
| 2004年9月17日  | 第101次求婚              | 赵云娜        |                                            |
| 2004年9月26日  | 双响炮                   | 王玲          |                                            |
| 2004年         | 极度危机                 | 周银雪        |                                            |
| 2004年         | 海阔天高                 | 童欣          |                                            |
| 2005年3月      | 预谋                     |               |                                            |
| 2006年12月22日 | 唐山绝恋                 |               | 原名《唐山大地震》                         |
| 2006年         | 最后一个女人             |               |                                            |
| 2007年         | 幸福你就拍拍手           |               |                                            |
| 2008年2月19日  | 结婚进行曲               |               |                                            |
| 2009年3月23日  | 仰角                     | 夏玫玫        |                                            |
| 2009年5月25日  | 美丽的事                 | 索丽华        |                                            |
| 2009年10月10日 | 决战黎明                 |               |                                            |
| 2009年12月16日 | 说出你的秘密             | 郑茹          |                                            |
| 2010年6月15日  | 我的三个母亲             |               |                                            |
| 2010年7月2日   | 无人驾驶                 |               |                                            |
| 2010年10月8日  | 金婚风雨情               | 马丽丽        |                                            |
| 2010年11月28日 | 永远的田野               |               |                                            |
| 2011年5月27日  | 大道向远方               |               | 别名《大商道》，2008年拍攝                 |
| 2011年7月      | 暗红1936                 | 沈兰          |                                            |
| 2011年         | 大典当                   |               |                                            |
| 2011年         | 幸运兔精灵               |               |                                            |
| 2011年12月2日  | 硝烟背后的战争           |               |                                            |
| 2013年6月19日  | 你是我的亲人             |               |                                            |
| 2013年12月5日  | 春天的绞刑架             | 丁静秋        |                                            |
| 2014年2月2日   | 父母爱情                 | 安欣          |                                            |
| 2015年5月27日  | 刑警队长                 | 黄雪玲        |                                            |
| 2015年7月3日   | 爸爸父亲爹               | 苗月歌        |                                            |
| 2016年7月11日  | 致青春                   | 邹江筠        |                                            |
| 2016年         | 群工站长                 |               |                                            |
| 2020年         | 谁都渴望遇见你           | 吳天華        | 客串                                       |
| 待播           | 秘果                     |               |                                            |

## 个人生活
张延的母亲是意外怀上张延的，曾经打算将其打掉，最后张延却生了下来，张延小时候还从火灾中幸存。张延原先去广州是学习芭蕾舞的，由于其身高较难找到舞伴因而转去学习现代舞。在张延广州上学期间，其父亲去世，其父亲是一名军人曾参与朝鲜战争。
1996年在上海拍摄《绕着神州走》节目时与共同主持节目的张锦程相识，之后于2001年两人重逢相恋，更在张延拍摄《粉红女郎》后成为其经纪人。2004年2月1日与张锦程于香港红棉路婚姻注册处登记结婚，2005年7月9日张延在香港剖腹生下2.89公斤的女儿。